# Туберовский, Александр Михайлович
Александр Михайлович Туберовский (8 [20] марта 1881, Сынтул, Рязанская губерния — 23 декабря 1937, Рязань) — российский богослов, священник Русской православной церкви, протоиерей. Экстраординарный профессор Московской духовной академии (1917).
Причислен к лику святых Русской православной церковью в 2000 году.

## Биография
Родился 8 (20) марта 1881 года в селе Маккавеево (ныне посёлок Сынтул), Касимовского уезда Рязанской губернии в семье священника
Окончил Касимовское духовное училище (1896), Рязанскую духовную семинарию (1902) и Московскую духовную академию (1907) со степенью кандидата богословия; с 12 июня 1907 года был на год оставлен при академии профессорским стипендиатом. С сентября 1908 года преподавал основное, догматическое и нравственное богословие в Калужской духовной семинарии. С 16 августа 1911 года исправлял должность доцента Московской духовной академии по кафедре догматического богословия.
После защиты диссертации «Воскресение Христово. Опыт Православно-мистической идеологии догмата» (за этот труд ему была присуждена вторая премия митрополита Макария) 11 октября 1917 года он был утверждён магистром богословия и доцентом Московской духовной академии. С 16 ноября 1917 года — сверхштатный экстраординарный профессор Московской духовной академии.
В 1919 году в связи с закрытием духовной академии уехал к себе на родину в село Маккавеево, где женился на купеческой дочери Татьяне Дмитриевне Третьяковой, имевшую высшее университетское образование. В 1922—1924 годах, в разгар антицерковных гонений, он принял священство и служил вместе со своим отцом, священником Михаилом Михайловичем Туберовским в селе Маккавеево. Был возведён в сан протоиерея.
Пользовался большим авторитетом у населения не только как священник, но и как всесторонне образованный человек, образцово ведший своё хозяйство. Применял новейшие достижения агрономии, переписывался с И. В. Мичуриным, получая от него новые сорта фруктов, делился своими знаниями с крестьянами.
Был арестован 26 сентября 1937 года, а 23 декабря того же года 23 человека, среди которых был и Александр Туберовский, были расстреляны.
Причислен к лику святых Новомучеников и Исповедников Российских на Юбилейном Архиерейском Соборе Русской Православной Церкви в августе 2000 году для общецерковного почитания.

## Богослов
В своём основном труде «Воскресение Христово» Туберовский подверг критическому разбору толкование пасхальной тайны, предложенное Владимиром Соловьёвым и Виктором Несмеловым. Первый считал, что победа Христа над смертью была результатом Его совершенной, безгрешной человечности, второй рассматривал Воскресение как сотериологический факт, который указал человеку на возможность вечной жизни. В отличие от них Туберовский указал на мистический смысл пасхального благовестия Нового Завета. В победе Христа над смертью была явлена не человеческая, а Божественная сила. Воскресение есть тайна веры, дарующая человеку единение с Богом через Воскресшего.
Защита этого труда в качестве магистерской диссертации проходила очень непросто. Несмотря на благоприятное мнение Совета Московской духовной академии, защита была отложена из-за протеста ректора академии, очень консервативного епископа Феодора (Поздеевского), а труд был возвращён автору для доработки. Защита состоялась лишь когда произошло увольнение владыки Феодора с поста ректора после Февральской революции.
А. М. Туберовский является также автором ряда статей о Воскресении Христовом, по религиозной этике и воспитанию, о религиозном творчестве Н. В. Гоголя и др.

## Публикации
- Сладость бытия: Против самоубийства: Лекция — Сергиев Посад: изд. Религ.-филос. б-ки, 1913. — 63 с.
- Внутренний свет [Толкование стихов 22 и 23, шестой гл. Евангелия по Матфею]. — Сергиев Посад: тип. Св.-Тр. Сергиевой лавры, 1914. — 24 с.
- Воскресение Христово : (Опыт мист. идеологии пасх. догмата). — Сергиев Посад : тип. Св.-Тр. Сергиевой лавры, 1916. — 340, IV с.